# Episodi di Burden of Truth (quarta stagione)
La quarta stagione della serie televisiva Burden of Truth, composta da 8 episodi , è stata trasmessa in Canada sulla CBC, dall 28 gennaio al 18 marzo 2021.
In Italia la stagione sarà trasmessa in prima visione su Rai 4 dal 3 dicembre al 7 dicembre 2021.
| n° | Titolo originale                 | Titolo italiano | Prima TV Canada  | Prima Tv Italia |
| -- | -------------------------------- | --------------- | ---------------- | --------------- |
| 1  | River City                       |                 | 28 gennaio 2021  | 3 dicembre 2021 |
| 2  | Breaking Point                   |                 | 4 febbraio 2021  | 3 dicembre 2021 |
| 3  | From Out the Gloomy Rack         |                 | 11 febbraio 2021 | 6 dicembre 2021 |
| 4  | Scorched Earth                   |                 | 18 febbraio 2021 | 6 dicembre 2021 |
| 5  | Spirits in the Material World    |                 | 25 febbraio 2021 | 6 dicembre 2021 |
| 6  | The Homecoming                   |                 | 4 marzo 2021     | 7 dicembre 2021 |
| 7  | Where the Shadows Lie Waiting... |                 | 11 marzo 2021    | 7 dicembre 2021 |
| 8  | Standing by Peaceful Waters      |                 | 18 marzo 2021    | 7 dicembre 2021 |